# Daytime Emmy Awards 2007
La cerimonia della 34ª edizione dei Daytime Emmy Awards (34th Daytime Emmy Awards) si è tenuta al Kodak Theatre il 15 giugno 2007 e ha premiato i migliori programmi e personaggi televisivi del 2006.
I relativi Creative Arts Emmy Awards sono stati consegnati il 14 giugno.

## Daytime Emmy Awards

### Migliore serie drammatica
- Febbre d'amore
- Sentieri
- Beautiful
- Una vita da vivere

### Migliore attore in una serie drammatica
- Christian LeBlanc (Michael Baldwin) – Febbre d'amore
- Peter Bergman (Jack Abbott) – Febbre d'amore
- Anthony Geary (Luke Spencer) – General Hospital
- Ricky Paull Goldin (Gus Aitoro) – Sentieri
- Michael Park (Jack Snyder) – Così gira il mondo

### Migliore attrice in una serie drammatica
- Maura West (Carly Tenney Snyder) – Così gira il mondo
- Crystal Chappell (Olivia Spencer) – Sentieri
- Jeanne Cooper (Katherine Chancellor) – Febbre d'amore
- Michelle Stafford (Phyllis Summers Newman) – Febbre d'amore
- Kim Zimmer (Reva Shayne) – Sentieri

### Migliore attore non protagonista in una serie drammatica
- Ricke Hearst (Ric Lansing) – General Hospital
- Trent Dawson (Henry Coleman) – Così gira il mondo
- Dan Gauthier (Kevin Buchanan) – Una vita da vivere
- Greg Rikaart (Kevin Fisher) – Febbre d'amore
- Kristoff St. John (Neil Winters) – Febbre d'amore

### Migliore attrice non protagonista in una serie drammatica
- Genie Francis (Laura Spencer) – General Hospital
- Renée Elise Goldsberry (Evangeline Williamson) – Una vita da vivere
- Rebecca Herbst (Elizabeth Webber) – General Hospital
- Lesli Kay (Felicia Forrester) – Beautiful
- Gina Tognoni (Dinah Marler) – Sentieri
- Heather Tom (Kelly Cramer) – Una vita da vivere

### Migliore attore giovane in una serie drammatica
- Bryton McClure (Devon Hamilton) – Febbre d'amore
- Van Hansis (Luke Snyder) – Così gira il mondo
- Tom Pelphrey (Jonathan Randall) – Sentieri
- Jesse Soffer (Will Munson) – Così gira il mondo
- James Stevenson (Jared Casey) – Passions

### Migliore attrice giovane in una serie drammatica
- Jennifer Landon (Gwen Munson) – Così gira il mondo
- Julie Marie Berman (Lulu Spencer) – General Hospital
- Alexandra Chando (Maddie Coleman) – Così gira il mondo
- Stephanie Getschet (Tammy Layne Winslow) – Sentieri
- Leven Rambin (Lily Montgomery) – La valle dei pini

### Migliore team di sceneggiatori di una serie drammatica
- Sentieri
- Beautiful
- Febbre d'amore
- General Hospital

### Migliore team di registi di una serie drammatica
- Così gira il mondo
- General Hospital
- Sentieri
- Una vita da vivere